# フィチル二リン酸
フィチル二リン酸（英: Phytyl diphosphate）はイソプレノイドに分類される化合物の1つで、イソプレン4つから構成されるジテルペノイド。ゲラニルゲラニル二リン酸と同じ炭素数C20だが、不飽和結合の数が異なりフィチル二リン酸は不飽和結合が1つしかない。ビタミンE（トコフェロール）やビタミンK1合成に必要となる前駆体。クロロフィルシンターゼによりクロロフィルの側鎖となる。

## 生合成
ゲラニルゲラニル二リン酸レダクターゼによりゲラニルゲラニル二リン酸から生合成される。